# 刀郎 (文化)
刀郎（維吾爾語：دولان‎），是中国新疆维吾尔自治区喀什地区麦盖提、巴楚、莎车的一种文化现象。其主要形式有十二木卡姆，舞蹈等。其艺术风格奔放豪迈，与一般的维吾尔族风格迥异。也有一种刀朗人，说是维吾尔人分支。